# Pápai papírmalmok
 Pápa mai területén egykor két papírmalom is működött. Nem azonos helyen, nem is egyidőben: az egyik a 18. század közepén, a másik a 19. század közepén. Mindkét vízimalom az Esterházy család pápai uradalmának birtoka volt, vízkerekeit az akkor még bővizű, langyos forrásokból táplált  Tapolca-patak hajtotta. Termékeit elsősorban a helyi közigazgatásban, az uradalom irataiban, kisebb mértékben a pápai nyomdákban használták.

## Az első pápai papírmalom
Az első pápai papírmalom valószínűleg 1729-ben kezdte meg működését az ún. Tízes (Tüzes) Malom épületében és 1766-ig állt fenn. A pápai vár romos, ún. Tízes kapuja előtt lévő gabonaőrlő malmot már a 17. században említik, és mellette dolgozott egy két kerékkel hajtott kálló törő is, „tehát kalapácsos zúzómű, akár a későbbi papírmalom rongyzúzó műve” – teszi hozzá a tanulmány szerzője.
A papírkészítés alapanyaga ebben a korban még a rongy, beszerzése fontos tevékenység volt. Külön rongyszedők járták a vidékeket, akik a rongy gyűjtésével, illetve felvásárlásával és szállításával foglalkoztak.
Bél Mátyás Notitia Hungariae novae historico-geographica című művének kéziratban maradt jegyzeteiben a pápai vár alatt, a Tapolca-patakon kettős csatornával és zsilippel ellátott két különálló malomról tesz említést: az egyik a papírmalom, a másik lisztes malom.
A papírmalmot Bél Mátyás kortársa, Pongrácz Gáspár pápai plébános (1733 végéig) városleírása is említi, amikor a vár látókörében három urasági malomról ír: „A harmadik egy papírmalom, amely többfajta jó és szép lapot készít, olyanokat is, amelyeket postainak, vagy lovas postainak neveznek.” 
A két kerékkel működő malmot a pápai uradalommal szerződött Andreas Klauss (Clauss) papírkészítő mester bérelte, aki 1749-ben már a papírmalom fejlesztésén gondolkodott. Tíz évvel később megvásárolta a létesítményt és egy harmadik vízkerékkel bővítette. Az uradalom azonban 1766-ban visszavásárolta a tulajdonostól – immár az ifjabb Andreas Klausstól – a malmot, majd győri posztósoknak (kallózóknak) adta bérbe. A létesítményt még sok éven át továbbra is papírmalomként emlegették.

## Az igali papírmalom
Éppen száz évvel az első után, 1829-ben létesült az Eszterházy család második Veszprém megyei papírmalma Pápa akkori területén kívül, egy korábban elpusztult Igal, Igal-puszta vagy Igar nevű falu helyén, a Tapolcafő felé vezető úton. Helyét a 83-as főút és a Tapolca-patak egykori medre kereszteződésében térképek is jelölik, épületrészei talán még láthatók.
Az 1700-as évek végén már létező kallómalom épületében rendezték be a papírmalmot, melyet a sólyi papírmalomtól átjött papírkészítő mester, Gaspar Attorf vett bérbe és indított be. 1842-től Abraham Sauer zsidó kereskedő bérelte a malmot, majd 1845-ben Leitner Ignác megvásárolta. (Az utóbbi állításra azonban csak egy közvetett adat utal: L. I. „a papapírgyárat bírja”). A malom ebben az időben (1847-ben) 15 munkást foglalkoztatott. Termékei egy 1846. évi jelentés szerint „leginkább közönséges író, nyomtató, itató és pakoló papiros.” Egy másik, 1862. évi jelentés már gőzgép alkalmazásáról is beszámol az 1857–1859 közötti években.  
1916-ban az uradalom leltára során felmérés készült, amely feltünteti az épületegyüttes, benne a 11×18 méteres alapterületű emeletes malomépület alaprajzait. Ez alapján lehetőség nyílt a helyiségek egykori funkciójának (rongyvágó, enyvkonyha, kallómű, őrlőberendezések, merítőkádak, szárítópadlás, kerékház stb.) meghatározására is.